# Gustave Choquet
Pour les articles homonymes, voir Choquet.
Gustave Choquet, né le 1er mars 1915 à Solesmes (Nord) et mort le 14 novembre 2006 à Lyon, est un mathématicien français.

## Études et carrière
Sa famille était de condition modeste, et rien ne le prédestinait à une carrière scientifique.
En classe de première et de mathématiques élémentaires, au lycée de Valenciennes, il devient un fanatique des problèmes de géométrie, qu’il analyse souvent de tête, sans l’aide de figures et où il s’exerce déjà à dégager les structures essentielles de situations complexes. Il obtient le premier prix de mathématiques au concours général, puis entre directement dans la classe de mathématiques spéciales au lycée Saint-Louis. Il est admis à l’École normale supérieure en 1934. La grande liberté scientifique qui y règne convient parfaitement à son tempérament. Il découvre à la bibliothèque la traduction du livre de Georg Cantor sur le transfini et les leçons de René Baire sur les fonctions discontinues pour lesquelles il s’enthousiasme bien plus que pour certains des cours officiels.
Après l’agrégation, à laquelle il est reçu premier en 1937, il suit les conseils de son professeur préféré Georges Darmois et rencontre Arnaud Denjoy, dont la pensée exercera sur lui une influence considérable. Il bénéficie en 1938 d’une bourse à l'université de Princeton, séjour interrompu par la guerre. De 1941 à 1946 il est boursier du CNRS et ne rédige sa thèse qu’en 1946, afin de pouvoir devenir professeur à l’Institut français de Pologne de Cracovie. À son retour, en 1947, il devient maitre de conférences à l'université de Grenoble, où commence une longue collaboration avec Marcel Brelot en théorie du potentiel. Il est nommé ensuite maitre de conférences à Paris en 1949, puis professeur en 1952. Il sera parallèlement maître de conférences puis professeur à l’École polytechnique de 1960 à 1969, et fera des séjours de longue durée dans des universités étrangères.

## Vie privée
Marié avec Marie Pihan, documentaliste et poète, il eut trois enfants Bernard, Christian et Claire.
Après son divorce il se remaria avec la mathématicienne et physicienne Yvonne Choquet-Bruhat, avec qui il eut deux enfants, Geneviève et le neurobiologiste Daniel Choquet.

## Travaux
Les travaux de Gustave Choquet sont marqués par une vision directe et géométrique des problèmes. Il a manifesté une prédilection pour les problèmes clefs, problèmes qu’il a su reformuler dans le cadre le plus général possible et qui l’ont amené à la création de concepts féconds. Il a abordé de nombreux domaines : topologie générale, fonctions de variables réelles, théorie de la mesure, théorie du potentiel, analyse fonctionnelle convexe et ses applications, théorie des nombres.
La thèse de Gustave Choquet est consacrée aux propriétés de différentiabilité des sous-ensembles des espaces euclidiens. C’est un domaine qui « n’est plus à la mode, car les êtres que l’on étudie de préférence aujourd’hui sont, ou bien très réguliers comme les variétés différentiables, ou bien très généraux comme les espaces compacts quelconques. » Choquet résout plusieurs problèmes célèbres à l’époque en découvrant précisément des liens très profonds entre les structures différentiables et topologiques. Le résultat le plus connu de cette thèse, qui « impressionna beaucoup les spécialistes », est la caractérisation des fonctions dérivées. Une fonction est, à un changement de variable bicontinu près, une fonction dérivée si et seulement si elle est de première classe de Baire (c'est-à-dire limite simple d'une suite de fonctions continues) et si l’image de tout intervalle par cette fonction est un intervalle.
À la fin de la rédaction de sa thèse, Gustave Choquet invente un énoncé très général. « En termes vagues, ce théorème affirme que lorsqu'il y a convergence simple, il y a aussi convergence uniforme en de nombreux points – moyennant certaines hypothèses, bien sûr. » Inspiré par les notions de contingent et de paratingent dues à Georges Bouligand, il en donne une formulation simple qui recouvre de multiples énoncés antérieurs, dont certains très profonds. Cette découverte modifie profondément sa conception de la recherche mathématique.

## Théories
Un objet central de la théorie du potentiel est la capacité newtonienne, définie pour un compact comme la plus grande charge électrique qu’il peut porter et qui ne crée en tout point qu’un potentiel au plus égal à 1. À partir de la capacité des compacts, on peut définir celle des ouverts, puis pour tout ensemble ses capacités extérieures et intérieures, comme on le fait en théorie de la mesure. En 1950 un problème central, celui de la capacitabilité des ensembles boréliens, est de savoir si pour ceux-ci les capacités extérieures et intérieures coïncident. Les propriétés de la capacité newtonienne sont très différentes de celles d’une mesure. Fidèle à la philosophie qu’il a décrite, Gustave Choquet recherche dans un cadre très général pour quelles fonctions d’ensembles il serait concevable d’avoir un théorème de capacitabilité. Il découvre qu’il serait bien pratique que cette fonction d’ensemble vérifie certaines inégalités. Ces inégalités ne sont pas connues pour la capacité newtonienne. Il les démontre, vérifiant ainsi, selon la terminologie qu’il crée, que cette fonction est une capacité alternée d’ordre infini. Il dira plus tard que cette découverte fut la plus grande émotion de sa carrière scientifique. Il procède ensuite à une investigation systématique des capacités, c'est-à-dire des fonctions croissantes d’ensembles ayant diverses propriétés permettant de démontrer un théorème de capacitabilité. La théorie des capacités qu’il construit ainsi est en un sens l’extension naturelle de la théorie de la mesure, et demeure d’une étonnante jeunesse. Elle a reçu de multiples applications, à la théorie de la mesure, à la théorie des processus stochastiques et à certains modèles d’économie qui utilisent de façon centrale la notion qu’ils appellent « Choquet expected utility », une extension de la notion d’intégrale basée sur les capacités alternées d’ordre infini.
Voulant décrire toutes les capacités alternées d’ordre infini sur un ensemble compact donné, Gustave Choquet découvre qu’elles peuvent être représentées comme mélanges d’éléments simples, ceux qui sont des points extrémaux, et qui dans ce cas précis ont une structure particulièrement agréable. Il s’attaque alors au problème général, de savoir si dans un convexe compact d’un espace vectoriel topologique localement convexe, tout point est nécessairement le barycentre d’une mesure de probabilité portée par les points extrémaux, ce que l’on appelle maintenant la représentation intégrale. Il réalise l’importance de considérer les ensembles compacts comme des bases de cônes convexes, et introduit une classe importante de convexes, ceux dont le cône associé est réticulé, et qui généralisent triangles et tétraèdres. Pour cette classe la représentation intégrale est nécessairement unique, ce sont les célèbres simplexes de Choquet. Il obtient l’existence de la représentation intégrale dans le cas métrisable en 1956. La grande variété d’application de ces résultats (en théorie ergodique, algèbres d’opérateurs, processus stochastiques, théorie du potentiel, analyse harmonique) leur ont assuré un retentissement considérable, et plusieurs livres leur sont consacrés.
Gustave Choquet a élargi l’idée de représentation intégrale du cadre des ensembles convexes compacts à celui de cônes convexes beaucoup plus généraux, grâce à la notion de mesure conique ; ces résultats sont exposés, ainsi que la plupart de ses contributions à l’analyse fonctionnelle linéaire dans son ouvrage en trois volumes, Lectures on Analysis chez Benjamin.
Gustave Choquet n’a pas seulement puisé dans la théorie du potentiel l’inspiration qui anime ses meilleurs travaux, il y a apporté des contributions de premier ordre. Ses recherches conduites avec Jacques Deny sur les noyaux de convolution ont des applications importantes dans la théorie des marches aléatoires sur les groupes ; elles sont elles-mêmes basées sur des idées géométriques et des outils d’analyse fonctionnelle.
Gustave Choquet a marqué l’enseignement de l’analyse mathématique. En 1953, le cours de calcul différentiel et intégral de l’université de Paris est toujours enseigné par l’école « d’analyse à la française », suivant le célèbre traité de Goursat, qui faisait bien peu de part aux mathématiques du XXe siècle. Quand Georges Valiron, malade, ne peut plus assurer ce cours, Henri Cartan, conscient du bouleversement qu’il va déclencher, propose Gustave Choquet pour le remplacer à l’automne 1954. Celui-ci modifie résolument le contenu et l’orientation de ce cours, introduisant la construction des nombres réels, les espaces topologiques, les espaces de Hilbert. Le mouvement déclenché fut irrésistible, et rapidement toutes les universités françaises adoptèrent le programme de Gustave Choquet. Les polycopiés de son cours de calcul différentiel et intégral, écrits en 1955, sont d’une étonnante modernité. Ils ont été repris dans son cours d’analyse chez Masson qui est toujours utilisé par de nombreux enseignants.

## Distinctions
Gustave Choquet a reçu :
- la charge d'un cours Peccot au Collège de France en 1946-1947[4] ;
- les prix Houllevigue (1946), Dickson (1951), Carrière (1956) et le Grand Prix des sciences mathématiques (1968) de l’Académie des sciences, dont il a été élu membre le 29 novembre 1976 dans la section Mathématiques.

## Publications
- Cours d'Analyse, Tome II : Topologie, Masson, 1964. Apparemment, les Tome I : Algèbre et Tome III : Intégration et calcul différentiel n'ont jamais été édités.